# Regatul Iliriei (1816–1849)
Regatul Iliriei a fost o țară a coroanei Imperiului Austriac între 1816 și 1849, stat succesor al Provinciilor Ilire, recucerit de Austria în Războiul celei de-a Șasea Coaliții și reobținută prin Actul Final al Congresului de la Viena. Capitala sa administrativă a fost Ljubljana (oficial germană: Laibach).
După Revoluțiile de la 1848, regatul a fost desființat și reorganizat în teritoriile coroanei imperiale a Carniolei, Carintia și a Litoralului austriac.

## Legături externe
- en Regatul Iliriei (at worldstatesmen.org)